# Jany Holt
Jany Holt, pseudonimo di Ecaterina Ruxandra Vladescu Olt (Bucarest, 13 maggio 1909 – Neuilly-sur-Seine, 26 ottobre 2005), è stata un'attrice rumena, naturalizzata francese.

## Biografia
Nacque a Bucarest da padre avvocato. Il nonno era un prete ortodosso e la bambina venne cresciuta nel convento delle "Dames de Sion", dove si parlava francese, lingua parlata anche in ambito familiare. All'età di 15 anni si trasferì a Parigi dove, dopo aver terminato gli studi, avrebbe dovuto seguire una scuola di commercio. In realtà s'iscrisse alla scuola di Charles Dullin che si trovava presso il Théâtre de l'Atelier. La scuola e il teatro erano strettamente legati e la prima esperienza di Jany avvenne durante una rappresentazione ispirata al romanzo Pel di carota.
All'età di 22 anni fece il suo esordio cinematografico nel film Un homme en habit, dove interpretò un ruolo minore. Quelli furono gli anni della grande diaspora russa e la giovane donna, dalla folta capigliatura rossa, colpì l'immaginario del pubblico. Nel 1935 interpretò il ruolo della moglie di uno degli attori principali di Le Domino vert, ma già con il suo terzo film interpretò uno dei ruoli principali.
Nel 1936 sposò Marcel Dalio, attore francese di origine ebrea, nonostante l'opposizione della famiglia che gli chiedeva di convertirsi alla religione ortodossa. Il matrimonio durò circa tre anni e nel 1939 divorziarono. Jany si era già innamorata di Jacques Porel, figlio della celebre attrice Réjane e del regista Paul Porel, che sposò nel 1940. Durante la Seconda guerra mondiale partecipò alla Resistenza nel gruppo Réseau Mithridate, partecipazione che le varrà la croce di guerra.
Non lasciò mai il teatro, partecipando ad alcuni spettacoli come Les Monstres sacrés di Jean Cocteau e Santa Giovanna di George Bernard Shaw. A partire dagli anni '50 tornò a interpretari ruoli secondari e lavorò per la televisione. Uno dei suoi ultimi ruoli importanti fu nel 1972, quando interpretò la madre di Philippe Noiret in Tempo d'amare.
Morì all'età di 94 anni presso l'ospedale di Neuilly-sur-Seine.

## Filmografia
- Un homme en habit, regia di René Guissart (1931)
- Le Domino vert, regia di Henri Decoin e Herbert Selpin (1935)
- Un grand amour de Beethoven, regia di Abel Gance (1936)
- Le Golem, regia di Julien Duvivier (1936)
- Verso la vita (Les Bas-fonds), regia di Jean Renoir (1936)
- Courrier sud, regia di Pierre Billon (1937)
- Troïka sur la piste blanche, regia di Jean Dréville (1937)
- L'alibi, regia di Pierre Chenal (1937)
- La Piste du sud, regia di Pierre Billon (1937)
- Le Paradis de Satan, regia di Félix Gandéra (1938)
- La Tragédie impériale, regia di Marcel L'Herbier (1938)
- La Maison du Maltais, regia di Pierre Chenal (1938)
- Andorra ou les Hommes d'airain, regia di Émile Couzinet (1942)
- Le Baron fantôme, regia di Serge de Poligny (1943)
- La conversa di Belfort (Les Anges du péché), regia di Robert Bresson (1943)
- Farandole, regia di André Zwobada (1945)
- La Fiancée des ténèbres, regia di Serge de Poligny (1945)
- Mission spéciale, regia di Maurice de Canonge (1945)
- Le Pays sans étoiles, regia di Georges Lacombe (1946)
- Contre-enquête, regia di Jean Faurez (1947)
- Rumeurs, regia di Jacques Daroy (1947)
- Non coupable, regia di Henri Decoin (1947)
- L'échafaud peut attendre, regia di Albert Valentin (1949)
- Docteur Laennec, regia di Maurice Cloche (1949)
- Mademoiselle de La Ferté, regia di Roger Dallier (1949)
- Le Furet, regia di Raymond Leboursier (1950)
- Vedettes sans maquillage, regia di Jacques Guillon (1951)
- Il guanto verde (The Green Glove), regia di Rudolph Maté (1952)
- Gervaise, regia di René Clément (1956)
- Les Insoumises, regia di René Gaveau (1956)
- Le Grabuge, regia di Édouard Luntz (1968)
- Tempo d'amare (A Time for Loving), regia di Christopher Miles (1972)
- La donna mancina (Die linkshändige Frau), regia di Peter Handke (1978)
- Target - Scuola omicidi (Target), regia di Arthur Penn (1985)
- Saxo, regia di Ariel Zeitoun (1988)
- La Passerelle, regia di Jean-Claude Sussfeld (1988)
- Roulez jeunesse!, regia di Jacques Fansten (1993)
- Meticcio (Métisse), regia di Mathieu Kassovitz (1993)
- Noir comme le souvenir, regia di Jean-Pierre Mocky (1995)